# آلن (بازیکن فوتبال، زاده ۱۹۹۷)
آلن (انگلیسی: Allan؛ زادهٔ ۳ مارس ۱۹۹۷) یک بازیکن فوتبال اهل برزیل است که در پست هافبک وسط برای اتلتیکو مینیرو بازی می‌کند.
از باشگاه‌هایی که در آن بازی کرده‌است می‌توان به سنت ترویدنس اشاره کرد.